# 美川べるのといかゴリラの超次元女子会
『美川べるのといかゴリラの超次元女子会』（みかわべるのといかゴリラのちょうじげんじょしかい）は、美川べるのといかゴリラによる日本の漫画作品。『ebookJapan』内「エッセイささくれーる」レーベルにて、2022年12月27日から連載中。シリーズ3作目。ギャグ漫画のレジェンド・美川べるのと、ギャグ漫画の新星・いかゴリラのタッグが送るコミックエッセイ。『美川べるのといかゴリラの超次元女子会』では恋愛トーク・ダイエットや怪談などなんでもありな女子会の風景が描かれている。
『美川べるのといかゴリラのまんが飯』が『ebookJapan』内「エッセイささくれーる」レーベルにて連載。漫画とメシに関することを描いたエッセイで、植田まさしも登場する。単行本の2冊目は『美川べるのといかゴリラのまんが飯おかわり』のタイトルで刊行され、ゲストとして陸奥A子が登場する。
シリーズ2作目となる『美川べるのといかゴリラのまんがビューティー』が『ebookJapan』内「エッセイささくれーる」レーベルにて連載。「美」を題材としたギャグエッセイが描かれている。

## 登場人物
美川べるの
ギャグ漫画のレジェンド。
いかゴリラ
ギャグ漫画の新星。

## 書誌情報
- 美川べるの・いかゴリラ『美川べるのといかゴリラのまんが飯』竹書房〈バンブーコミックス エッセイセレクション〉、2020年11月26日発売[2][6]、ISBN 978-4-8019-2459-8
- 美川べるの・いかゴリラ『美川べるのといかゴリラのまんが飯おかわり』竹書房〈バンブーコミックス エッセイセレクション〉、2021年6月24日発売[3][9]、ISBN 978-4-8019-2697-4
- 美川べるの・いかゴリラ『美川べるのといかゴリラのまんがビューティー』竹書房〈バンブーコミックス エッセイセレクション〉、全2巻
  1. 2022年4月28日発売[7][8]、ISBN 978-4-8019-3083-4
  2. 2022年12月15日発売[10]、ISBN 978-4-8019-3377-4
- 美川べるの・いかゴリラ『美川べるのといかゴリラの超次元女子会』竹書房〈バンブーコミックス エッセイセレクション〉、既刊1巻（2023年12月21日現在）
  1. 2023年12月21日発売[11]、ISBN 978-4-8019-3808-3